# Monica Morell
Monica Morell, nombre de nacimiento Monica Wirz-Römer, (Menziken, 6 de agosto de 1953 - Zurich, 12 de febrero de 2008) fue una cantante suiza.

## Biografía
La cantante obtuvo un gran reconocimiento en la década de los 70, sobre todo en Alemania. Su canción más famosa su Ich fange nie mehr was an einem Sonntag an de 1972. Un año después, lanzó Bitte glaub’ es nicht. En principio era la máxima candidata a representar a Suiza en el Festival de la Canción de Eurovisión 1973, pero finalmente fue Patrick Juvet el elegido.
Poco después, su primer hijo, llamado Tommy, murió de síndrome de muerte súbita.
À finales de la década de los 70, Monica Morell se retiró de la música en una pequeña cada de Erlenbach. Después de su primer matrimonio, se mudó a Maur. Creó un refugio para animales en Volketswil. Se vio afectada por polineuropatía y luego por cáncer. A su muerte, parte de su legado pasó a la asociación Denk an mich.